# Institut néerlandais
Pour les articles homonymes, voir IN.
L'Institut néerlandais est le nom du centre culturel des Pays-Bas en France installé de 1957 à 2013 dans l'hôtel de Lévis-Mirepoix au 121 rue de Lille, dans le 7e arrondissement de Paris. À partir de 2014, l’Atelier néerlandais et le Nouveau centre néerlandais, renommé Nouveau centre néerlandais, poursuivent la promotion de la langue, culture et industries créatives néerlandaises depuis le troisième étage de cette même adresse, puis dans le 1er arrondissement.

## Présentation de l'Institut néerlandais

### Bâtiment
L'hôtel de Lévis-Mirepoix, qui abrite l'Institut est également celui où est située la Fondation Custodia, créée en 1947 par le collectionneur néerlandais Frits Lugt pour gérer sa collection.

### Fonctionnement
L'Institut a été dirigé par Jeanne Wikler (du 1er août 2009 à sa fermeture).

### Mission et activités
L'Institut organise de multiples manifestations culturelles : expositions, concerts, projections de films, colloques, conférences, débats et cours de néerlandais. Podium pour la culture néerlandaise en France, lieu de rencontres et plate-forme pour le dialogue franco-néerlandais, il joue un rôle d'intermédiaire entre les institutions et artistes français et néerlandais. En outre, chaque année, plus de 500 Français y apprennent le néerlandais. Il est possible d'y passer le CNaVT (certificat de néerlandais langue étrangère). 
Il participe à nombre d'initiatives françaises et/ou spécifiquement parisiennes, tels que Mois de la Photo, Salon du livre, Lire en Fête, Fête de la musique, Forum des langues et Forum des instituts culturels étrangers à Paris.
Chaque année, de 30 000 à 50 000 visiteurs fréquentent l'Institut néerlandais.
L’Académie française lui décerne le prix de la langue-française en 1970.

### Fermeture
Dans le cadre de la politique d'économies budgétaires tous azimuts du gouvernement Rutte, la fermeture de l'Institut néerlandais est annoncée le 13 juillet 2012, en pleines vacances scolaires, pour le 1er janvier 2015 ; l'économie pour le gouvernement néerlandais serait de deux millions d'euros annuels. La brutalité de cette annonce, qui ne laisse aucune place à une réforme éventuelle de cet établissement, a révolté le monde de la culture : trois mille lettres de soutien ont été remises à l’ambassadeur des Pays-Bas le 7 décembre 2012. Le 8 février 2013, l'échéance est même avancée du 1er janvier 2015 au 1er janvier 2014. 

#### Règlement de comptes ou véritables économies?
Selon les sources citées dans Le Figaro du 15 février 2013, il n'est pas certain que cette décision permette de réaliser de véritables économies, et les raisons invoquées, comme le coût de la location des locaux de la rue de Lille, sont contredites par le fait que les services culturels de l’ambassade néerlandaise s'installeraient au même endroit, toute l'affaire relevant plus vraisemblablement d'un règlement de comptes interne à la diplomatie néerlandaise.

### Nouveaux cours de néerlandais
En février 2014, les Nouveaux cours de néerlandais, fondés par Ed Hanssen dans les locaux de l’ancien Institut néerlandais, reprennent les cours de langue ainsi que certaines activités du département de langue de l’institut. Depuis 2025, les cours de néerlandais, les conférences sur l’art, les ateliers de traduction littéraire, les cafés littéraires et les examens du Certificat de néerlandais langue étrangère se déroulent dans les locaux de l’Atelier néerlandais, situés dans le 1er arrondissement de Paris, 22 avenue Victoria.